# Нур Елаюбі
Нур Елаюбі (16 січня 1997) — єгипетська плавчиня.
Учасниця Олімпійських Ігор 2016 року, де в змаганнях груп посіла 7-ме місце.